# 附城镇 (龙川县)

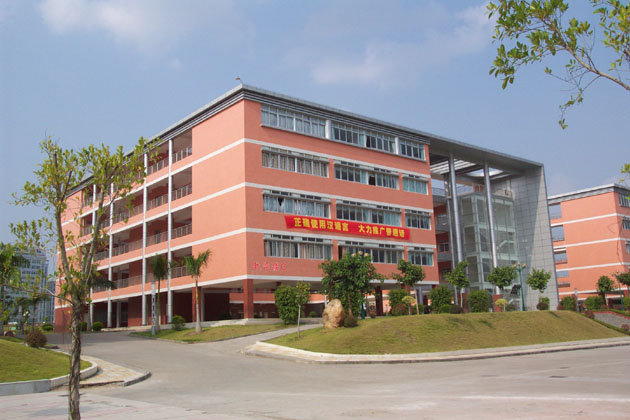
位于附城镇的龙川县第一中学新校区

附城镇是中国广东省河源市龙川县已撤消的一个镇，位于龙川县的南部，2009年7月撤消，并入老隆镇。撤消前，全镇总面积108平方公里，下辖13个村，总人口4万人。该镇交通便利，205国道和梅河高速公路穿境而过，京九铁路和广梅汕铁路在该镇交汇，镇内有龙川站和龙川北站两个铁路车站。